# Кафанов, Александр Иванович
Алекса́ндр Ива́нович Кафа́нов (21 октября 1947, Краснодар — 26 апреля 2007, Владивосток) — русский биолог-малаколог, главный научный сотрудник Института биологии моря имени А. В. Жирмунского Дальневосточного отделения Российской академии наук, доктор биологических наук, профессор гидробиологии, Заслуженный деятель науки Российской Федерации.
Основные научные интересы — таксономия и биогеография современных и кайнозойских морских двустворчатых моллюсков Северного полушария; общие вопросы биогеографии и экологии.
Автор и соавтор более 260 научных работ, в том числе восьми монографий.
В 1994—2003 годах — президент Дальневосточного малакологического общества и главный редактор бюллетеня Общества, с 2003 года до кончины — почётный президент.

## Труды
Основные публикации:
- Атлас фауны и флоры неогеновых отложений Дальнего Востока. Точилинский опорный разрез западной Камчатки / Под ред. В. В. Меннера. — М.: Наука, 1984. — (Труды Геологического института АН СССР; Вып. 385)
- Кафанов А. И. Двустворчатые моллюски шельфов и континентального склона северной Пацифики: Аннотированный указатель. — Владивосток: ДВО АН СССР, 1991.
- Опорный разрез палеоген-неогеновых отложений юго-восточного Сахалина / Под ред. Л. С. Жидковой, Б. А. Сальникова. — СПб : ВНИГРИ, 1992 [1994]
- Кафанов А. И. Двустворчатые моллюски и фаунистическая биогеография северной Пацифики. — Владивосток: ДВО АН СССР, 1991 [1994]
- Кафанов А. И., Жуков В. Е. Прибрежное сообщество водорослей-макрофитов залива Посьета (Японское море): сезонная изменчивость и пространственная структура. — Владивосток: Дальнаука, 1993 [1994]
- Кафанов А. И., Кудряшов В. А. Морская биогеография. — М.: Наука, 2000.
- Кафанов А. И., Лабай В. С., Печенева Н. В. Биота и сообщества макробентоса лагун северо-восточного Сахалина. — Южно-Сахалинск: Сахалинский научно-исслед. ин-т рыбного хоз-ва и океанографии, 2003
- Кафанов А. И., Кудряшов В. А. Классики биогеографии : биобиблиографический указатель., 2005.
- Кафанов А. И. Историко-методологические аспекты общей биогеографии. Владивосток: Дальневосточный университет, 2005. 208 c.